# Nee'lhtciiktiskot-kiiyaahaang
Nee'lhtciiktiskot-kiiyaahaang ili Above Red Earth Creek Banda, banda Kato Indijanaca iz sjeverozapadne Kalifornije blizu Laytonvillea čija točna lokacija nije poznata. Selo im je bilo Nee'lhtciikchowtis ("Above the Big Red Earth"). 

## Vanjske poveznice
- Cahto Band Names